# Batzra
Batzra (en hébreu : בָּצְרָה) est un moshav situé dans la plaine de Sharon, dans le conseil régional de HofHaSharon et le district centre, près de la ville de Ra'anana. Il compte 1 153 habitants en 2016. En 2021, sa population a peu augmenté et atteint 1205 personnes.

## Historique
Le moshav est fondé au cours de 1946 par des soldats juifs de Palestine démobilisés ayant été incorporés et entraînés au sein de la Brigade juive, créée en 1941 par l'Armée britannique sur le territoire de la Palestine dite "mandataire " et qui disposait de différents lieux de casernements.
Le moshav (ferme de type coopératif) est nommé d'après la ville irakienne de Basra, où l'unité était stationnée durant une période de la Seconde Guerre mondiale. En 1947, elle compte 80 habitants. Ce nombre augmente ensuite avec l'arrivée de Juifs venant  d'Afrique du Sud.
Batzra est construit sur le territoire de l'ancien village palestinien de Tabsur, dont les habitants d'origine ont quitté leur village le 16 avril 1948, lors d'actions menées par les groupes armés sionistes, au cours de la guerre civile entre Arabes et Juifs, commencée en décembre 1947 et qui se termina en mai 1948, lors de la proclamation d'indépendance de l'Etat d'Israël, proclamée à Tel Aviv le 14 mai 1948 par David Ben Gourion, président du conseil juif (Yishouv) et qui sera le premier président du gouvernement israélien entre 1948 et 1953.
Le moshav fait partie de l'Union agricole.